# 815. pr. Kr.
◄ | 10. stoljeće pr. Kr. | 9. stoljeće pr. Kr. | 8. stoljeće pr. Kr. | ►
◄ | 840-ih pr. Kr. | 830-ih pr. Kr. | 820-ih pr. Kr. | 810-ih pr. Kr. | 800-ih pr. Kr. | 790-ih pr. Kr. | 780-ih pr. Kr. | ►
◄◄ | ◄ | 818. pr. Kr. | 817. pr. Kr. | 816. pr. Kr. | 815 pr. Kr. | 814. pr. Kr. | 813. pr. Kr. | 812. pr. Kr. | ► | ►►
Astronomija

## Događaji
- Takelot II., iz XXIII. dinastije, postaje faraon u Egiptu.
- Joahaz nasljeđuje na izraelskom prijestolju svoga oca, kralja Jehua.